# Прийміть Адама!
«Прийміть Адама!» — радянський фільм 1984 року знятий на кіностудії «Казахфільм» режисером Лаврентієм Соном.

## Сюжет
Адам, монтажник-висотник, незграбний і смішний, що зазнає однієї невдачі за іншою невдачею і на роботі, і в особистому житті, з поблажливістю сприймається колегами, їде по путівці на високогірну турбазу Чимбулак в горах Алатау, де переживає ряд пригод і виявляє справжній коли через аварію на канатній дорозі лижники не можуть повернутися на турбазу, Адам виправляє пошкодження та рятує лижників.

## В ролях
- Дімаш Ахімов — Адам
- Людмила Стоянова — Ніна
- Вадим Александров — Щукін
- Сабіра Майканова — мати Адама
- Леонтій Полохов — Бочков
- Мейрман Нурекєєв — Завгоспбек
- Болат Калимбетов — Тушкан
- Генадій Балаєв — Володя
- Наталія Китаєва — Соня
- Жанас Іскаков — ударник
- Карім Мутурганов — Аліхан

## Знімальна група
- Режисер — Лаврентій Сон
- Сценарист — Олжас Сулейменов
- Оператор — Марат Дуганов
- Композитор — Едуард Богушевський
- Художники — Борис Калістратов

## Критика
Журнал «Мистецтво кіно» писав, що «комедія „Прийміть Адама!“ настільки слабка, що практично не побачила екрана», у прокат вийшла, але фільм переглянули лише 400 тис. глядачів.